# This Consequence
This Consequence (en español: Esta consecuencia) es el noveno álbum de estudio de la banda de metalcore estadounidense Killswitch Engage. Fue publicado el 21 de febrero de 2025 a través del sello Metal Blade Records. Su lanzamiento se produce casi 6 años después de su álbum anterior Atonement (2019), lo que lo convierte en el intervalo más largo entre álbumes de estudio en la carrera de la banda.

## Antecedentes
En marzo de 2024, el guitarrista rítmico de la banda, Joel Stroetzel, declaró: "Acabamos de terminar todos los últimos fragmentos de la grabación en las últimas semanas. Así que las guitarras están listas, todas las voces están listas. Todo está ahí". El 5 de noviembre, la banda reveló la portada del álbum y compartió: "20/11/24. Nueva música en camino. Marcad vuestros calendarios". El primer sencillo del álbum, "Forever Aligned", se lanzó el 20 de noviembre. El vocalista Jesse Leach comentó sobre la canción y afirmó que "'Forever Aligned'" es una de esas canciones que no solo trata sobre nosotros como humanos, nuestro amor y conexión, sino esa conexión con lo desconocido, el poder superior, el universo o Dios". "I Believe", el segundo sencillo del álbum, fue lanzado el 23 de enero de 2025. La banda está planeando una gira por América del Norte en mayo de 2025 para promocionar el álbum, que sería su primera gira por América del Norte desde 2022. La gira contará con las bandas teloneras Shadows Fall, Fit for a King y Boundaries.

## Lista de canciones
Todas las canciones escritas y compuestas por Adam Dutkiewicz, Mike D'Antonio, Joel Stroetzel, Jesse Leach y Justin Foley. 
| N.º | Título              | Duración |  |
| 1.  | «Abandon Us»        | 3:38     |  |
| 2.  | «Discordant Nation» | 2:40     |  |
| 3.  | «Aftermath»         | 3:38     |  |
| 4.  | «Forever Aligned»   | 4:05     |  |
| 5.  | «I Believe»         | 3:54     |  |
| 6.  | «Where It Dies»     | 3:27     |  |
| 7.  | «Collusion»         | 3:22     |  |
| 8.  | «The Fall of Us»    | 4:19     |  |
| 9.  | «Broken Glass»      | 2:30     |  |
| 10. | «Requiem»           | 3:29     |  |

## Posicionamiento en lista
| Lista (2025)                                 | Mejor posición |
| -------------------------------------------- | -------------- |
| Alemania (Offizielle Top 100)                | 13             |
| Austria (Ö3 Austria)                         | 13             |
| Bélgica (Ultratop flamenca)                  | 159            |
| Bélgica (Ultratop valona)                    | 82             |
| Escocia (Scottish Albums Chart)              | 9              |
| Estados Unidos (Billboard 200)               | 188            |
| Estados Unidos (Independent Albums)          | 25             |
| Japón (Oricon)                               | 45             |
| Reino Unido (UK Albums Chart)                | 85             |
| Reino Unido (UK Independent Albums)          | 2              |
| Reino Unido (UK Rock & Metal Albums)         | 1              |
| Suiza (Schweizer Hitparade)                  | 24             |
| US Top Rock & Alternative Albums (Billboard) | 41             |

## Créditos y personal
Killswitch Engage
- Jesse Leach – Voz principal.
- Adam Dutkiewicz – Guitarra líder, voces secundarias, producción, ingeniería.
- Joel Stroetzel – Guitarra rítmica, voces de apoyo.
- Mike D'Antonio – Bajo, dirección de arte y diseño.
- Justin Foley – Batería.